# Reggimento "Cavalleggeri di Alessandria" (14º)
I "Cavalleggeri di Alessandria" sono stati un reparto a livello di reggimento dell'Armata Sarda del Regno di Sardegna e del Regio Esercito Italiano, e, a livello di Squadrone, dell'Esercito Italiano.

## Storia

### Dalle origini alla prima guerra mondiale
Il Reggimento "Cavalleggeri di Alessandria" venne costituito, con Regio Decreto 3 gennaio 1850, a Casale Monferrato, composto da quattro squadroni operativi e uno squadrone deposito: Il 1º e 2º squadrone erano costituiti dal 5° e 6° dei Cavalleggeri di Novara, il 3° e il 4° erano costituiti dal 5° e 6° dei "Cavalleggeri di Aosta"; lo squadrone di deposito era il 6° del "Piemonte Reale".
Il reggimento prese parte alla campagna di Crimea del 1855-56 col 1º squadrone inquadrato nel Reggimento Provvisorio di Cavalleria, costituito il 9 marzo 1855 e sciolto al rientro in Patria il 18 giugno 1856, partecipando alla battaglia della Cernaia.
Nel 1859, durante la seconda guerra d'indipendenza partecipò alle battaglie di Palestro, di Madonna della Scoperta e di Peschiera.
Dopo la proclamazione del Regno d'Italia il reggimento entrò a far parte del Regio Esercito e nel 1863 due Squadroni del reggimento vennero inviati in Sicilia per la lotta contro il brigantaggio.
Durante la terza guerra d’indipendenza, il 24 giugno del 1866 il reggimento prese parte alla battaglia di Custoza distinguendosi a Villafranca, dove in reggimento, con uno squadrone dei "Lancieri di Foggia", caricò lanciandosi all'inseguimento della Cavalleria austriaca, numericamente superiore, che era penetrata tra i quadrati della nostra fanteria italiana. Per questo fatto d'arme e per l'eroismo dei suoi uomini lo stendardo del reggimento venne decorato con la medaglia d'argento al valor militare e in quel giorno si è celebrata in seguito la festa del Reggimento.
Il 10 settembre 1870 prese la denominazione di 14º Reggimento di Cavalleria e il 5 novembre 1876 di Reggimento di "Cavalleria Alessandria" (14°). In occasione della campagna d'Eritrea del 1887-88 il reggimento contribuì alla formazione del 1º squadrone Cavalleria d'Africa e dello Squadrone Cacciatori a cavallo e nel 1895-96 in occasione della guerra d'Abissinia nche nel 1895-96 inviò in Africa 73 cavalleggeri per vari servizi.
Il 16 dicembre 1897 assunse la denominazione di Reggimento "Cavalleggeri di Alessandria" (14°).
In occasione della guerra italo-turca del 1911-12, che avrebbe portato alla conquista della Libia, il reggimento fornì ad alcuni corpi e servizi mobilitati 108 gregari.
All'entrata in guerra dell'Italia nel primo conflitto mondiale il reggimento aveva la sua sede a Lucca, presso la caserma situata nelle vecchie scuderie di Palazzo in piazza San Romano. Il 16 dicembre del 1915 costituì la 855ª Compagnia mitraglieri che combatté sulla Bainsizza ed a quota 549 nel 1916 e nel 1917.
Nel 1916 il Reggimento partecipò alla conquista di Gorizia, oltrepassando l'Isonzo a Lucinico.
Nel 1917 Il reggimento prese parte, a fine ottobre, dopo la disfatta di Caporetto alla protezione del ripiegamento del IV Corpo d’armata, distaccando i suoi Squadroni alle varie unità, distinguendosi a Idresko, Caporetto, Stupizza, Sequals, Marano di Riviera, Zugliano e Noals. Nelle azioni di protezione del ripiegamento il reggimento perse la metà dei suoi effettivi che si sacrificarono eroicamente per permettere il deflusso di altri reparti e rallentare l’azione nemica. Soprattutto la carica di Stupizza del 25 ottobre 1917 destò grande ammirazione.

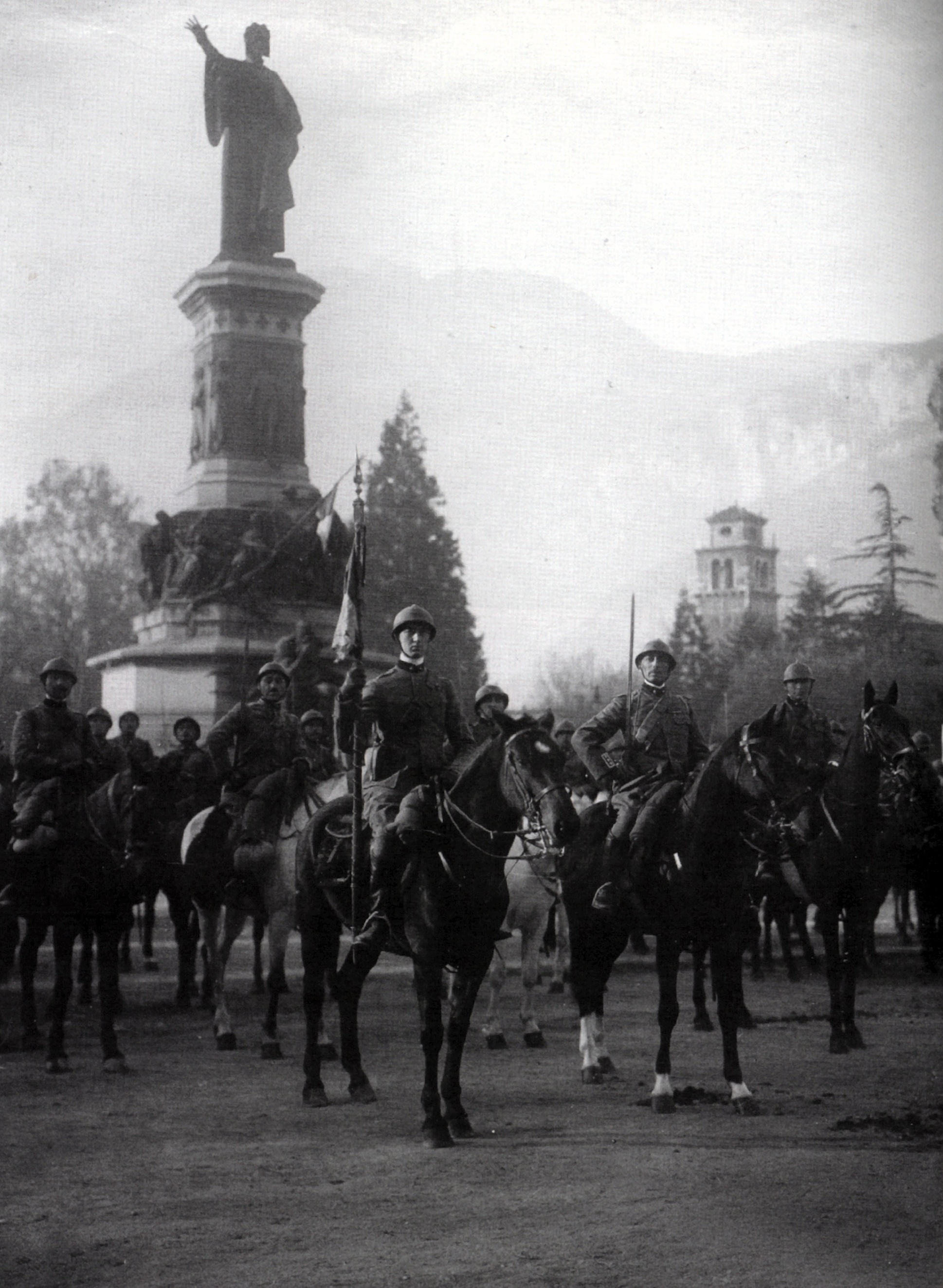
I cavalleggeri di Alessandria entrano a Trento nel 1918

Nel 1918 i "Cavalleggeri di Alessandria" risalirono la valle dell'Adige puntando su Rovereto che occuparono tra l'1 e il 2 novembre, e riprendendo la marcia si scontrarono ancora con l'Esercito Austro-Ungarico a Volano, portandosi poi da Mottarello verso Trento, che venne liberata dalle truppe italiane il 3 novembre 1918. La colonna militare che fece il suo ingresso a Trento alle ore 15.15 del 3 novembre 1918 era aperta proprio dal 14º Reggimento "Cavalleggeri Alessandria", che al comando del colonnello Ernesto Tarditi di Centallo, ebbe l'onore di entrare per primo a Trento e di issare il Tricolore sul Castello del Buon Consiglio. Nei giorni successivi i "Cavalleggeri di Alessandria" si spinsero su Lari, Mezzocorona e Salorno.

### Periodo tra le due guerre
Al termine della prima guerra mondiale il reggimento venne trasferito, da Lucca, a Firenze e a seguito della riduzione dell'Arma di Cavalleria incorporò, nel febbraio 1920, elementi del disciolto Reggimento "Cavalleggeri di Treviso", del quale ricevette in custodia anche lo Stendardo. Il Regio decreto 451 del 20 aprile, assegnò al reggimento la denominazione di "Cavalleggeri di Alessandria".
Nel 1923 il reggimento partì per le operazioni contro i ribelli, in Cirenaica combattendo il 1º ottobre ad Agfet el Aggara.
Nel 1928, il reggimento faceva parte del III comando superiore di cavalleria. Il 1º settembre 1930 la sede del reggimento venne trasferita a Palmanova.
In occasione della guerra d'Etiopia del 1935-36 il reggimento concorse alla formazione del I e del II Gruppo Squadroni mitraglieri "Genova Cavalleria" e del II e IV Gruppo Squadroni mitraglieri "Aosta", che costituirono, poi, il Gruppo squadroni "Cavalieri di Neghelli". In totale il reggimento cedette temporaneamente 15 ufficiali e 220 gregari.
Per la guerra di Spagna tra il 1937 e il 1939 il reggimento fornì numerosi volontari per la costituzione di reparti legionari italiani.

### Seconda guerra mondiale
Nel corso della seconda guerra mondiale, inquadrato nella 1ª Divisione celere "Eugenio di Savoia" prese parte dal 6 al 18 aprile del 1941 alle operazioni sul fronte italo-jugoslavo, svolgendo successivamente alla capitolazione della Jugoslavia compiti di presidio a località ed opere importanti, prendendo parte, in terra croata, ad operazioni controguerriglia.
In una di queste operazioni contro la guerriglia partigiana il 17 ottobre 1942 il reggimento, al comando del colonnello Antonio Ajmone Cat, duramente impegnato in violenti combattimenti per una intera giornata ed una notte a Perjasica, da formazioni partigiane dell'Esercito Popolare di Liberazione Jugoslavo.  Il reggimento, nel corso del combattimento, a Poloj, è stato protagonista dell'ultima carica a cavallo della cavalleria italiana, con diversi atti di eroismo individuali, che valsero loro dodici Medaglie d'argento al valor militare, altre di bronzo e croci di guerra ad ognuno, pagando un alto prezzo in vite umane: 68 morti, fra cui 4 ufficiali; 61 feriti, fra cui 5 ufficiali. Furono persi 170 cavalli. Tra i caduti il capitano Vinaccia caduto caricando, alla testa del suo Squadrone, reparti ribelli che avevano attaccato la colonna, i capitani Barnabò e Pedroni caduti mentre animavano la resistenza, il sottotenente Mori, il maresciallo Pastore ed i caporalmaggiori Miari, e Manni. Durante la carica lo stendardo del reggimento nella concitazione dello scontro andò perduto e solo in seguito venne fortunatamente ritrovato e recuperato.
Il 16 febbraio 1943 durante una ricognizione, caddero in una imboscata il colonnello Guido da Zara, comandante del Reggimento, il maggiore Ernesto Salustri, capo di stato maggiore della Divisione Celere e il tenente Giuseppe Gentile, comandante la 7ª banda anticomunista, che li accompagnava, altri otto soldati e quindici feriti, contro sette ribelli probabilmente uccisi.
Il 18 marzo il reggimento era dislocato a Scardona, con il I Gruppo, mentre il II Gruppo aveva il 3º Squadrone a Sebenico ed il 4º Squadrone a Zablace.  Il 9 maggio avviene il trasferimento, via mare, a Fiume e poi, per via ordinaria, a Novi Vinodolski, alle dipendenze del V Corpo d'armata del generale Squero;  il 24 maggio il 4º Squadrone è stato impegnato in uno scontro con forti unità partigiane partecipando alle operazioni di rastrellamento nella zona di Segna, dove contrattaccando riuscì a ristabilire a favore delle forze italiane le sorti del combattimento e lanciatosi poi all'inseguimento eliminò le ultime sparse resistenze. Il 20 agosto il reggimento venne trasferito a Porto Re, dove venne raggiunto dalla proclamazione dell'armistizio. Il 9 settembre, in piena efficienza e perfetta disciplina, il reggimento raggiunse Fiume e avuta notizia che i tedeschi avevano occupato Trieste, il reggimento, superando notevoli difficoltà, fece rientro in Italia, dove il IV Gruppo squadroni si oppose ai tedeschi combattendo nella zona di Udine; vista inutile ogni possibilità di raggiungere la sua sede di Palmanova, il tenente colonnello Raffaele de Bottis, messo in salvo lo stendardo, dichiarò sciolto il reggimento.
Nel periodo dal 1940 al 1943, presso il Deposito reggimentale sono stati costituiti due Gruppi squadroni costieri appiedati (XII e XIII), che hanno operato in Italia, due Gruppi squadroni carri su carri L6/40 (III e IV) che hanno operato nei Balcani, un Gruppo Squadroni semoventi controcarri (XIII) su tre squadroni semoventi da 47/32, che ha operato in Russia nel 1942 ed un Battaglione movimento stradale (XII) destinato all'Africa settentrionale.

### Squadrone esplorante "Cavalleggeri di Alessandria"
Il 1º ottobre del 1964 venne ricostituito a Persano lo Squadrone "Cavalleggeri di Alessandria", inquadrato nella Divisione fanteria "Granatieri di Sardegna".
Nel 1975 con la profonda ristrutturazione dell'Esercito Italiano la Divisione "Granatieri di Sardegna" venne riconfigurata a livello di brigata meccanizzata con la denominazione di Brigata meccanizzata "Granatieri di Sardegna" e lo Squadrone "Cavalleggeri di Alessandria", rinominato 14º Squadrone esplorante "Cavalleggeri di Alessandria", cambiando la sua numerazione da numeri romani a numeri arabi trasferito a Civitavecchia e il 30 giugno 1979 posto in posizione quadro.
I "Cavalleggeri di Alessandria" vennero così incorporati dai "Lancieri di Montebello", che ancora oggi ne conservano le tradizioni.

## I comandanti
1920-1943
- Colonnello Carlo Giubbilei (1920-1927)[1]
- Colonnello Ferdinando Chiapirone (1927-1929)
- Colonnello Enrico Adami Rossi (1929-1932)
- Colonnello Carlo Gastinelli (1932-1935)
- Colonnello Antonio Barni (1935-1937)
- Colonnello Alfonso Bognetti (1937-1939)
- Colonnello Giovanni Lombard (1939-1940)
- Colonnello Antonio Aymone Cat (1940-1942)
- Tenente colonnello Renato Cosentino (interim) (1942-1943)
- Colonnello Guido Da Zara (1943)
- Tenente colonnello Raffaele de Bottis (interim) (1943)
- Colonnello Quirino Boni (1943)
- Tenente colonnello Raffaele de Bottis (interim) (1943)

1964-1979
- Cap. Adriano D'Auria (1964-67)
- Cap. Luigi Monda (1968-71)
- Cap. Domenico Rotili (1972-75)
- Cap. Carlo Viola (1976-79)